# Citroën C4 Aircross
La Citroën C4 Aircross è una crossover-SUV compatta prodotta dalla casa automobilistica francese Citroën. La produzione si articola in due generazioni: la prima è stata prodotta dal 2012 al 2017, mentre la seconda viene prodotta dal 2018 al 2020, ma quest'ultima solo per il mercato cinese.

## Prima generazione (2012-2017)

### Profilo e caratteristiche
Presentata al salone di Ginevra del 2012, la prima generazione della C4 Aircross era stata annunciata già nella seconda metà dell'anno precedente dalle Case automobilistiche coinvolte nella sua realizzazione, vale a dire i due marchi costituenti il Gruppo PSA (Peugeot e Citroën) e la Mitsubishi Motors Corporation, con cui il colosso francese ha formato già da alcuni anni una joint-venture destinata allo sviluppo di alcuni modelli particolari. In particolare, la C4 Aircross rappresenta la versione Citroën del terzo trio di modelli nati da tale collaborazione. I primi due terzetti sono stati i modelli Outlander/4007/C-Crosser e iMiev/iOn/C-Zero. Analogamente, la C4 Aircross è una vettura direttamente derivata dalla giapponese Mitsubishi ASX e che ha la sua corrispondente versione Peugeot nella 4008, anch'essa presentata a Ginevra, ma la cui produzione, al momento del debutto della C4 Aircross, non è stata ancora avviata.
La C4 Aircross va a collocarsi un gradino più in basso della più imponente C-Crosser, con la quale tuttavia condivide una parte della meccanica.

### Design e abitacolo
Rispetto alla ASX da cui deriva, la C4 Aircross sfoggia una linea molto più elaborata, tipica delle ultime vetture con il marchio del "double chevron". Osservando il frontale, spicca innanzitutto la grande calandra Citroën, col logo della doppia cuspide che si estende per tutta la lunghezza del muso. Ai lati della calandra trovano posto i due fari trapezoidali dal disegno assai aggressivo, che penetrano nella calandra stessa. Sotto di essa, l'imponente paraurti è dominato dalla grande presa d'aria ai cui lati si aprono due incavi più piccoli che ospitano le luci diurne a led e altri due alloggiamenti, di dimensioni ancora inferiori, sotto i quali trovano posto anche i due fari fendinebbia circolari. Il cofano motore è caratterizzato da due nervature longitudinali più o meno all'altezza dei fari stessi.
La fiancata è assai massiccia, con linea di cintura molto alta e inclinata in avanti, il che conferisce un tocco di grinta in più alla vettura; i grandi passaruota abbracciano i cerchi da 18 pollici e sono incorniciati da passaruota in plastica grezza nera, uniti tra loro mediante un elemento longitudinale, anch'esso in plastica grezza, ma impreziosito da una barra cromata. Una nervatura laterale unisce le due maniglie porta, mentre molto particolare è il disegno del terzo finestrino laterale, che va a congiungersi col lunotto. Esso è sovrastato da uno spoiler atto a conferire un tocco di sportività in più anche alla zona posteriore, ed è integrato nell'ampio portellone sottolineato anch'esso da una barra cromata e attraversato in parte dal disegno dei due fari posteriori dalla forma "a L".
La razionalità e l'ergonomia sono stati i due fattori dominanti nel disegno dell'abitacolo della C4 Aircross, in realtà molto meno audace rispetto alle linee del corpo vettura. La strumentazione e i comandi secondari sono in generale intuitivi nella loro disposizione e nella loro accessibilità. L'abitacolo è reso luminoso dal tetto panoramico in vetro, peraltro oscurabile mediante azionamento elettrico di una tendina che si richiude. La capacità del vano bagagli raggiunge i 442 litri in configurazione standard, ma è possibile ampliarla grazie al divano posteriore completamente abbattibile o anche solo frazionabile (2/3 - 1/3). Il sistema multimediale prevede un impianto hi-fi da 710 Watt e un navigatore satellitare (optional solo per la versione più ricca) con display da 7 pollici, hard disk da 30 GB e funzioni di lettore CD e DVD.

### Meccanica e motori
Come già sottolineato, la C4 Aircross condivide la stessa base meccanica con la ASX e con la 4008, perciò, nonostante la denominazione C4, il crossover Citroën non ha nulla a che spartire con la berlina di segmento C della stessa Casa. Si ritrovano quindi l'avantreno MacPherson e il retrotreno multilink, già visti sulla ASX. L'impianto frenante è a quattro dischi.
Dal punto di vista motoristico, invece, la gamma propone due motorizzazioni Mitsubishi e solo una di origine PSA (assente invece sulla ASX):
- 1.6 VTi: si tratta del motore Mitsubishi 4A92 da 1590 cm³, la cui potenza massima raggiunge i 117 CV;
- '1.6 HDi: il più piccolo dei due motori diesel è anche l'unico motore PSA proposto nella gamma C4 Aircross, cioè l'unità DV6TED4 da 1560 cm³ con tecnologia common rail e potenza massima di 114 CV;
- 1.8 HDi: si tratta dell'unità 4N13 da 1798 cm³ in grado di erogare fino a 150 CV di potenza massima.

La trazione può essere anteriore o integrale: quest'ultima può essere richiesta solo in abbinamento alle motorizzazioni diesel, mentre la 1.6 VTi è disponibile solo con ruote motrici anteriori. Analogamente, il cambio a 6 marce può essere ottenuto esclusivamente in abbinamento ai motori a gasolio, mentre il 1.6 a benzina prevede solo il cambio a 5 marce.

### Allestimenti e dotazioni
Tre sono gli allestimenti previsti per la C4 Aircross:
- Attraction, allestimento di base già molto completo e comprendente: doppio airbag frontale, airbag laterali anteriori, airbag ginocchia per il guidatore, airbag a tendina per la testa, ABS, ESP, controllo di trazione, vetri elettrici anteriori e posteriori, climatizzatore manuale, computer di bordo, impianto hi-fi con lettore CD/MP3, poggiatesta posteriori, retrovisori elettrici riscaldabili, sedile lato guida regolabile in altezza, volante regolabile in altezza e profondità;
- Séduction, livello di allestimento intermedio comprendente quanto già visto nell'allestimento precedente, ma con in più: climatizzatore automatico, cerchi in lega, cruise control, fendinebbia e retrovisori esterni ripiegabili elettricamente;
- Exclusive, livello di punta comprendente quanto già visto nei due allestimenti precedenti, ma con in più: fari allo xeno, sensori di parcheggio anteriori e posteriori e vetri posteriori oscurati.

La lista optional prevede per tutta la gamma l'antifurto e la vernice metallizzata, mentre per la Exclusive sono disponibili anche il navigatore satellitare e gli interni in pelle coi sedili anteriori riscaldabili.

### Evoluzione

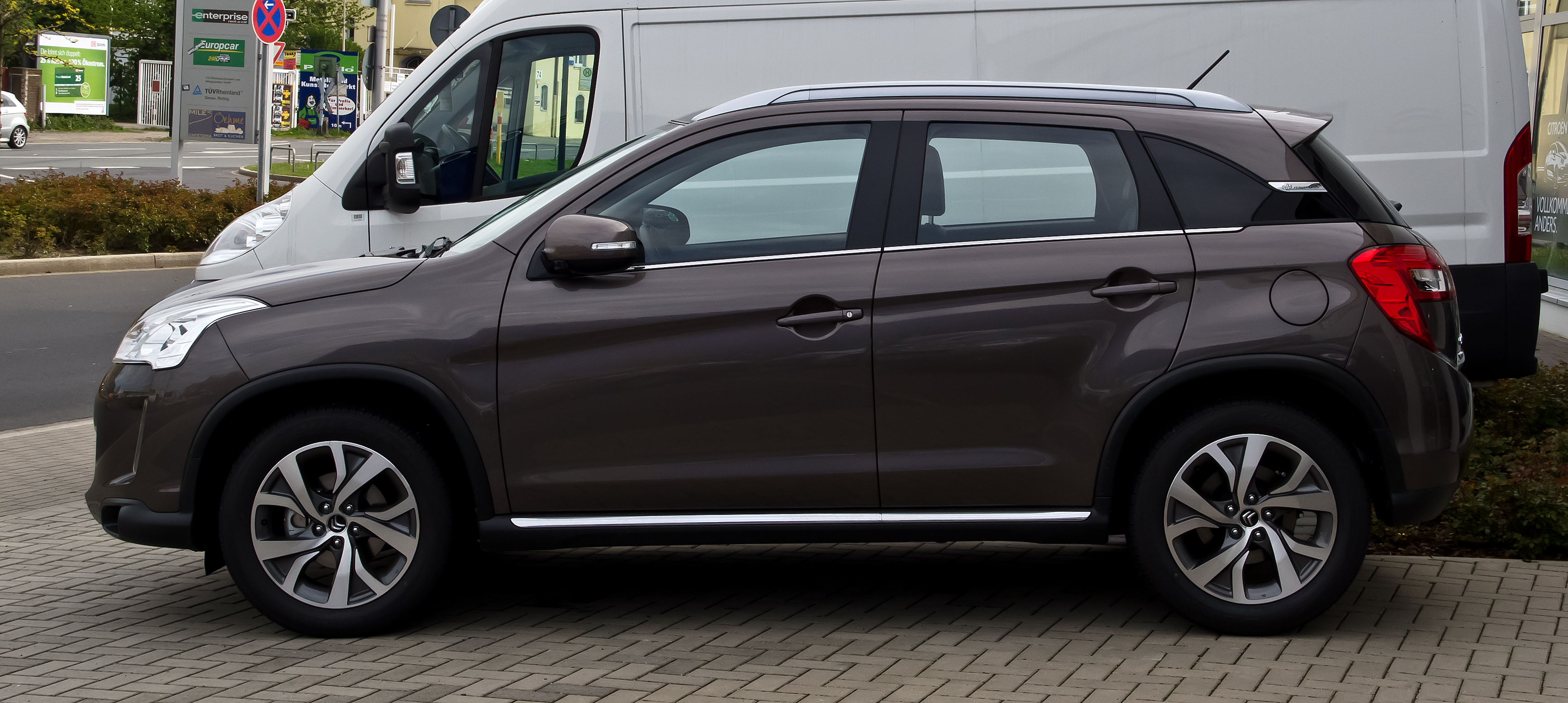
Vista laterale di una C4 Aircross

A partire dalla primavera del 2012 nello stabilimento Mitsubishi di Okazaki, in Giappone, viene prodotta la "sorella" Peugeot 4008 dove nasce anche la ASX. La commercializzazione è stata avviata in diversi Paesi, compresa l'Italia, dove però non è stata mai prevista la gemella 4008, lasciando campo libero alla più piccola Peugeot 3008.
Per lungo tempo la gamma non ha subito modifiche: la prima, veramente significativa, si ha nel maggio 2015, quando il motore 1.8 HDi di origine Mitsubishi esce dalla gamma, lasciando il 1.6 HDi da 115 CV come unica motorizzazione disponibile per l'Europa, mentre in altri mercati, come quello cinese, era stata fino a quel momento proposta anche una motorizzazione 2 litri a benzina da 150 CV.
Il 2016 ha visto il lancio commerciale della seconda generazione della Peugeot 3008: per le sue caratteristiche, che lo avvicinano maggiormente a una SUV rispetto al modello precedente, il 3008 II è stato immediatamente visto a rischio di concorrenza interna sia con la 4008 che con la stessa C4 Aircross. Per questo, all'inizio del 2017, l'intera gamma della C4 Aircross viene tolta di produzione, e sostituita da quella della Citroën C5 Aircross.

### Tabella riepilogativa
Di seguito vengono riepilogate le caratteristiche delle varie versioni previste per la gamma C4 Aircross:
| Modello            | Motore | Cilindrata cm³ | Potenza CV/rpm | Coppia Nm/rpm | Trazione | Cambio/ Nº rapporti | Massa a vuoto (kg) | Velocità max | Acceler. 0–100 km/h | Consumo (l/100 km) | Emissioni CO2 (g/km) | Anni di produzione |
| Versioni a benzina |        |                |                |               |          |                     |                    |              |                     |                    |                      |                    |
| 1.6 VTi            | 4A92   | 1590           | 117/6000       | 154/4000      | Ant.     | M/5                 | 1.230              | 182          | 11.3                | 6                  | 135                  | 04/2012-12/2014    |
| Versioni diesel    |        |                |                |               |          |                     |                    |              |                     |                    |                      |                    |
| 1.6 HDi            | DV6C   | 1560           | 114/3600       | 240/1500      | Ant.     | M/6                 | 1.245              | 182          | 10"8                | 4,7                | 119                  | 04/2012-03/2017    |
| 1.6 HDi 4WD        | DV6C   | 1560           | 114/3600       | 240/1500      | Int.     | M/6                 | 1.350              | 180          | 11"6                | 4,9                | 129                  | 04/2012-03/2017    |
| 1.8 HDi            | 4N13   | 1798           | 150/4000       | 300/2000-3000 | Ant.     | M/6                 | 1.355              | 200          | 10"8                | 5,4                | 142                  | 04/2012-12/2014    |
| 1.8 HDi 4WD        | 4N13   | 1798           | 150/4000       | 300/2000-3000 | Int.     | M/6                 | 1.420              | 198          | 11"5                | 5,6                | 147                  | 04/2012-12/2014    |

## Seconda generazione (2018-2020)

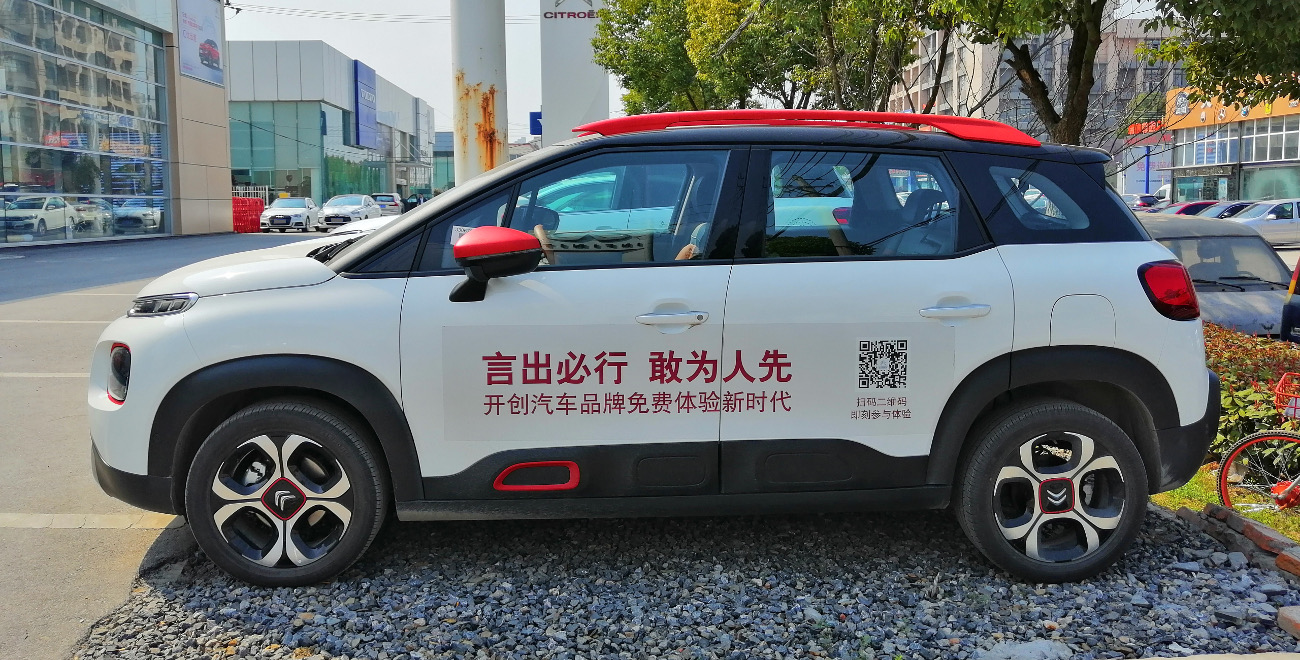
Vista laterale

Il salone dell'automobile di Pechino del 2018, tenutosi fra il 25 aprile e il 4 maggio, vide il lancio della C4 Aircross di nuova generazione, questa volta prodotta unicamente per il mercato cinese nello stabilimento di Wuhan appartenente alla joint-venture Dongfeng-PSA, dove da diversi anni ormai venivano prodotti modelli con i marchi francesi del gruppo PSA.

### Caratteristiche
La C4 Aircross per il mercato cinese era derivata direttamente dalla C3 Aircross prevista per i mercati europei, da cui si differenziava in primo luogo per il passo allungato di 5,5 cm e per gli ingombri esterni generali aumentati di 11,5 cm. L'operazione era analoga a quanto già visto nel caso della Citroën C6 di seconda generazione, fondamentalmente una Peugeot 508 a passo lungo, oppure nel caso della Peugeot 4008 di seconda generazione, versione a passo lungo della 3008 II. 
Oltre che per il passo allungato, la C4 Aircross cinese si differenziava dalla C3 Aircross europea per la presenza dei cosiddetti "airbump" laterali" nella parte inferiore delle portiere. Tali "airbump", già visti anche in alcune altre Citroën proposte nei mercati del Vecchio Continente, erano dei cuscinetti in materiale plastico morbido, atti ad attutire i piccoli urti evtando così di ammaccare o graffiare le portiere. L'aumento del passo si ripercosse soprattutto all'interno e specialmente nella zona posteriore, dove i passeggeri potevano usufruire di più spazio per le gambe e dove la luminosità era maggiore grazie alle più ampie dimensioni della portiera posteriore e, di conseguenza, del suo finestrino.
Tecnicamente, la C4 Aircross cinese riprendeva lo stesso pianale della Peugeot 208 di prima generazione, della C3 III e di diversi altri modelli del colosso francese. Venivano quindi ripresi l'avantreno di tipo MacPherson e il retrotreno a ruote interconnesse, nonché l'impianto frenante a quattro dischi e lo sterzo a cremagliera. Sul piano delle motorizzazioni, la C4 Aircross di seconda generazione venne prevista a scelta con due motori turbo a benzina. Il meno potente dei due era il 1.2 turbo da 136 CV, già montato sotto il cofano di altri modelli PSA destinati sempre al mercato cinese, mentre la motorizzazione di punta era costituita da un 1.6 da 167 CV.
La commercializzazione della C4 Aircross cinese venne avviata nel dicembre del 2018, ma le vendite si dimostrarono fin da subito molto al di sotto delle aspettative, tanto che la sua produzione venne fatta cessare già dopo soli due anni, vale a dire nel 2020.